# Бусо Лудвиг фон дер Асебург
Бусо Лудвиг фон дер Асебург (на немски: Busso Ludwig von der Asseburg; * 19 април 1700 в Ампфурт (днес част от Ошерслебен) в Саксония-Анхалт; † пр. 17 юни 1756 в Ленцен на Елба) е благородник от род фон дер Асебург от „линията Ампфурт“.
Той е син (от 16 деца) на Фридрих Аше фон дер Асебург († 1720), господар в Ампфурт (1660 – 1712), и Йохана Сидония фон Хаген-Гайст (1663 – 1705), дъщеря на Фридрих Улрих фон Хаген-Гайст-Грьонинген и Илза София фон Бенигзен. По-малък брат е на Кристоф Вернер фон дер Асебург-Гунслебен (* пр. 11 юли 1694; † 28 септември 1761, погребан в Гунслебен), господар в Гунслебен, пруски кралски полковник, катедрален пропст в Хавелберг.

## Фамилия
- Бусо Лудвиг фон дер Асебург се жени за Хенриета Катарина фон дер Асебург (* 21 септември 1710, Майздорф; † 7 януари 1776, Берлин), дъщеря на Йохан Лудвиг фон дер Асебург (1685 – 1732) и Анна Мария фон дер Шуленбург (1681 – 1738), сестра на Левин Дитрих фон дер Шуленбург (1678 – 1743), дъщеря на Дитрих Херман I фон дер Шуленбург (1638 – 1693) и фрайин Амалия фон дер Шуленбург (1643 – 1713). Те имат 1 син и 2 дъщери:[1]
- Фридрих Лудвиг фон дер Асебург (* 13 юли 1740, Арнебург; † 15 септември 1746, Ленцен, Елба)
- Хелена Мария Йохана фон дер Асебург (* 4 януари 1742, Найндорф; † 18 март 1793, Данкерсен), омъжена за Георг Александер Лудвиг фон Дитфурт († 14 декември 1815, Данкерсен)
- Амалия Фридерика Елизабет фон дер Асебург (* 1 септември 1748, Ленцен; † 25 януари 1788, Магдебург)